# リック・ハズバンド・アマリロ国際空港
リック・ハズバンド・アマリロ国際空港（リック・ハズバンド・アマリロこくさいくうこう、英: Rick Husband Amarillo International Airport）はアメリカ合衆国テキサス州アマリロにある空港である。
もともとの名称はアマリロ国際空港であったが、2003年にコロンビア号空中分解事故で没した同地出身の宇宙飛行士、リック・ハズバンド空軍大佐の名を取って現在の空港名に改称した。

## 就航航空会社
- アメリカン・イーグル
- ユナイテッド・エクスプレス
- サウスウエスト航空
- アレジアント航空